# Inre Brandbergstjärnen
Inre Brandbergstjärnen är en sjö i Kalix kommun i Norrbotten och ingår i Kalixälvens huvudavrinningsområde.